# Marianne Neumann

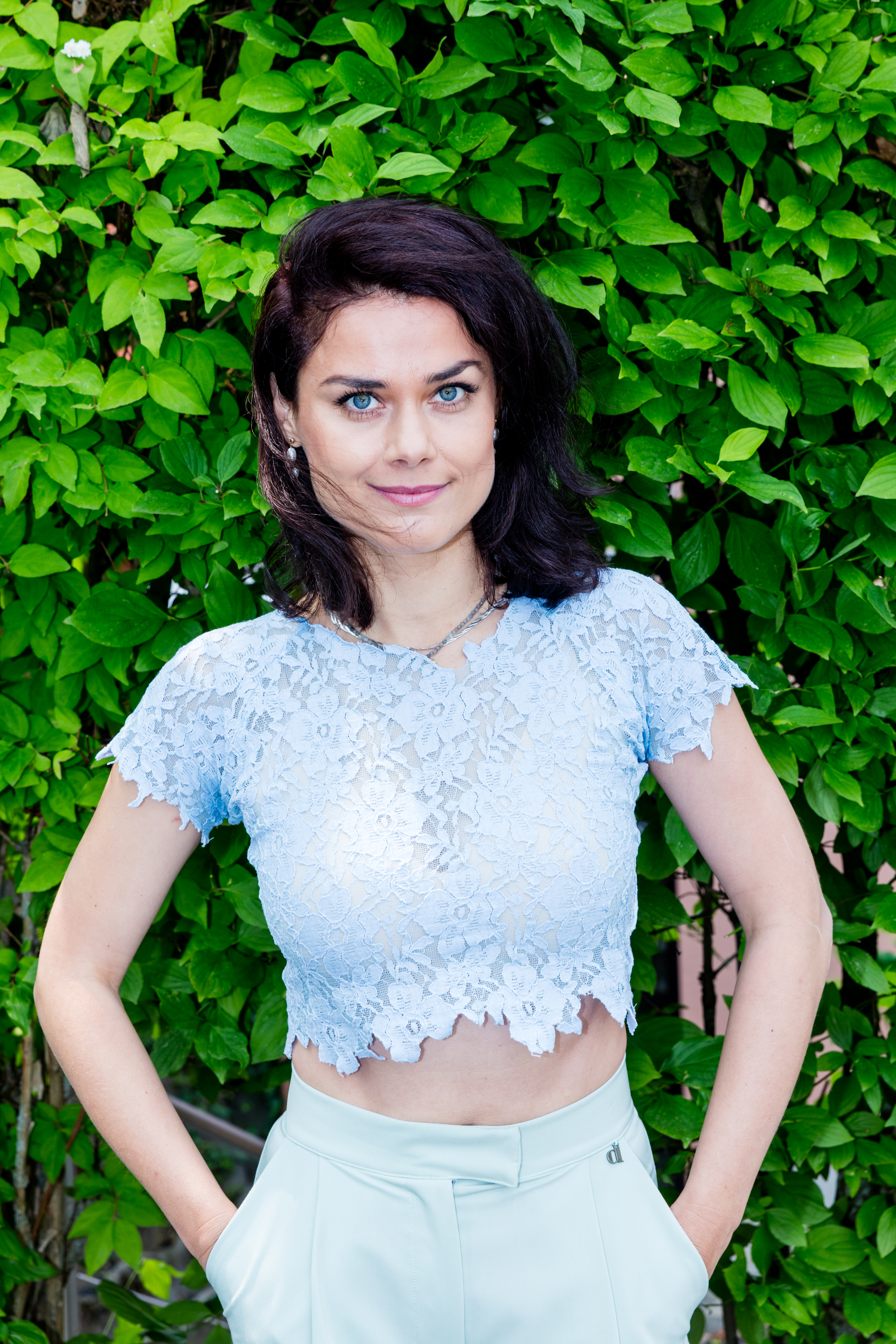
Marianne Neumann (2025)

Marianne Neumann (* 1987) ist eine deutsche Pop- und Schlagersängerin sowie Songwriterin.

## Privates
Marianne Neumann wurde in Berlin geboren, wo sie als Kind einer Musikerfamilie aufwuchs.
Sie schloss ihre Schulbildung mit Abitur ab und erwarb 2010 den Bachelor in Kulturwissenschaften.

## Karriere
Bereits während des Studiums moderierte Neumann zwei Jahre bei Radio Paradiso.
2007 begann sie deutschsprachige Popsongs zu schreiben und gemeinsam mit Rocco Horn zu musizieren, um von 2009 bis 2022 als das Berliner Singer-Songwriter-Duo Berge aufzutreten. Im März 2023 verkündeten die beiden, sich zu trennen. Seither führt Horn Berge alleine fort.
Am 20. Januar 2023 veröffentlichte Neumann ihr erstes Musikvideo mit dem Debütwerk Der Starke. Im März 2023 folgte eine Zusammenarbeit mit der Schauspielerin Susan Sideropoulos. Als Soundtrack zu Sideropoulos´ Buch Das Leben schwer nehmen ist einfach zu anstrengend entstand der Song Sag es weiter als Duett. Ebenfalls im März erschien der Song Federleicht auf der gleichnamigen EP, der wenige Wochen später bei Radio Paradiso, Radio Regenbogen, Antenne Brandenburg, SWR und Landeswelle Thüringen in Rotation lief. Im Mai folgte die Single Obwohl Du nie geboren bist, eine persönliche Geschichte, die unter die Top 30 vom Rio Reiser Songpreis 2023 kam und kurz darauf ebenfalls bei Radio Regenbogen gespielt wurde. Es folgten TV-Auftritte beim rbb (Studio 3), im ZDF Fernsehgarten 2023, 2024 und 2025 sowie Liveauftritte beim Greator-Festival 2023 in der Lanxess Arena in Köln gemeinsam mit Susan Sideropoulos.
Neben ihrer Karriere als Singer-Songwriterin arbeitet sie als Sprecherin und als Leiterin des Pop-Chores im ZPOP, dem Kompetenzzentrum für Popularmusik in Brandenburg. Anfang Juni 2025 wurde Neumann zudem als Berechtigtenvertreterin in die Gesellschafter- und Delegiertenversammlung der Gesellschaft zur Verwertung von Leistungsschutzrechten (GVL) gewählt.

## Diskografie
- Der Starke (2023; Tran Music Entertainment)
- Federleicht EP (2023; Tran Music Entertainment)
- Sag es weiter! feat. Susan Sideropoulos (2023; Tran Music Entertainment)
- Obwohl Du nie geboren bist (2023; Tran Music Entertainment)
- Üben es zu lieben (2023; Tran Music Entertainment)
- Nur mit Dir (2023; Tran Music Entertainment)
- Gute Reise (2023; Tran Music Entertainment)
- Heb ab (2024; Tran Music Entertainment)
- Kein Guru (2024; Tran Music Entertainment)
- Wenn Du jung bist (2024; Tran Music Entertainment)
- Von Einem zum Andern (2025; Tran Music Entertainment)
- Königin (2025; Tran Music Entertainment)
- Lieber scheitern als still stehen (2025; Tran Music Entertainment)
- Wenn Du jung bist feat. Rainer Neumann (2025; Tran Music Entertainment)